# César Leal
Francisco César Leal (Saboeiro, 20 de março de 1924 - 05 de Junho de 2013) foi um jornalista, professor, crítico literário e poeta brasileiro.

## Professor e acadêmico
Graduado pela Faculdade de Jornalismo da Universidade Católica de Pernambuco, idealizou e fundou o curso de pós-graduação em Letras na Universidade Federal de Pernambuco. Foi ainda membro do Conselho Diretor da Fundação Joaquim Nabuco, membro do Conselho Federal de Cultura e editor da revista Estudos Universitários.
Foi eleito para a cadeira 23 da Academia Pernambucana de Letras, em 27 de agosto de 2007, na vaga aberta com o falecimento de Evaldo Bezerra Coutinho.

## Prêmios
- Prêmio Menendez y Pelayo do Instituto de Cultura Hispânica, 1956;[2][4]
- Prêmio Vânia Souto Carvalho da Academia Pernambucana de Letras, 1958;[2][4]
- Prêmio Othon Bezerra de Mello, da Academia Pernambucana de Letras, 1964;[4]
- Prêmio Olavo Bilac, da Academia Brasileira de Letras, 1987;[3]
- Medalha de Ouro Joaquim Cardozo, de Honra ao Mérito, da União Brasileira de Escritores do Rio de Janeiro, 1999;[4]
- Prêmio Machado de Assis, da Academia Brasileira de Letras, 2006.

## Condecorações
- Condecorado Cavaliere da Ordem do Mérito da República da Itália;
- Cidadão Honorário do Estado de Pernambuco;[3][4]
- Condecorado com a Ordem Capibaribe, por serviços prestados à Cidade do Recife.

## Livros publicados
- Alturas (1997)
- O arranha-céu e outros poemas (1994)
- Os cavaleiros de Júpiter (1968)
- Constelações (1986)
- Dimensões temporais da poesia & outros ensaios
- Entre o leão e o tigre
- Os heróis (1983)
- Invenções da noite menor (1957)
- Minha amante em Leipzig
- Quatro poemas & quatro estudos (1998)[1]
- Quinta estação (1972)
- Romance do Pantaju (1962)[2]
- Tambor cósmico (1978)[2]
- Tempo e vida na Terra (1998)
- O trunfo das águas (1968)